# Cantó de La Châtre
El cantó de La Châtre és un cantó francès del departament de l'Indre, situat al districte de La Châtre. Té 19 municipis i el cap és La Châtre.

## Municipis
- La Berthenoux
- Briantes
- Champillet
- Chassignolles
- La Châtre
- Lacs
- Lourouer-Saint-Laurent
- Le Magny
- Montgivray
- Montlevicq
- La Motte-Feuilly
- Néret
- Nohant-Vic
- Saint-Août
- Saint-Chartier
- Saint-Christophe-en-Boucherie
- Thevet-Saint-Julien
- Verneuil-sur-Igneraie
- Vicq-Exemplet

## Història
| Data d'elecció                           | Identitat       | Partit                     | Qualitat |
| ---------------------------------------- | --------------- | -------------------------- | -------- |
| 1945-1964                                | André Chabenat  | radical                    |          |
| 1964-1976                                | Jean Toury      | UDR                        |          |
| 1976-1982                                | Jacques Chauvet | MRG. després Divers gauche |          |
| 1982-1994                                | René Henriet    | PS                         |          |
| 1994-                                    | Serge Descout   | UDF, després UMP           |          |
| les dades anteriors no són pas conegudes |                 |                            |          |
|                                          |                 |                            |          |

## Demografia
| A partir de 1990: Població sense dobles comptes |